# التصنيف العشري العالمي

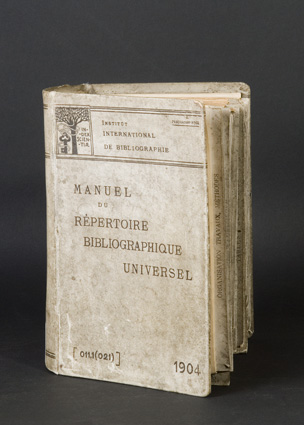

التصنيف العشري العالمي هو نظام تصنيف للمكتبات تم تطويره من قبل بول اوتليه وهنري لافونتين، وهما بلجيكيان أسسا المعهد الدولي للمراجع في عام 1895 ، بناءً على تصنيف تصنيف ديوي العشري. عرفت العديد من الطبعات منذ عام 1905، وقد ترجمت إلى 40 لغة.